# Pipo Derani
Luís Felipe Derani, detto Pipo (Brasilia, 12 ottobre 1993), è un pilota automobilistico brasiliano, due volte vincitore del Campionato IMSA, nel 2021 con Felipe Nasr e nel 2023 con Alexander Sims. Ha vinto 4 volte la 12 Ore di Sebring e una volta la 24 Ore di Daytona.

## Carriera

### Inizi in monoposto
Derani all'età di dieci anni esordisce nel karting, nel 2005 vince il Campionato Junior Menor di San Paolo. Nel 2009 passa alle corse in monoposto correndo nella Formula Renault, dall'anno successivo partecipa a diversi campionati di Formula 3, nel 2013 partecipa alla F3 europea con il team Fortec Motorsport. Nella serie europea chiude ottavo in classifica dopo aver conquistato anche due podi.

### Endurance

#### La prima vittoria a Spa
Nel 2014 oltre a partecipare alla F3 tedesca esordisce nelle corse di durata, con il team irlandese Murphy Prototypes partecipa alle due gare finali della European Le Mans Series (classe LMP2). L'anno successivo viene ingaggiato dal team G-Drive Racing per partecipare al Campionato del mondo endurance nella classe LMP2. Derani insieme ai suoi compagni conquista la vittoria nella 6 Ore di Spa-Francorchamps e altri sei podi, chiudendo così terzo in classifica.

#### Extreme Speed e la vittoria a Daytona

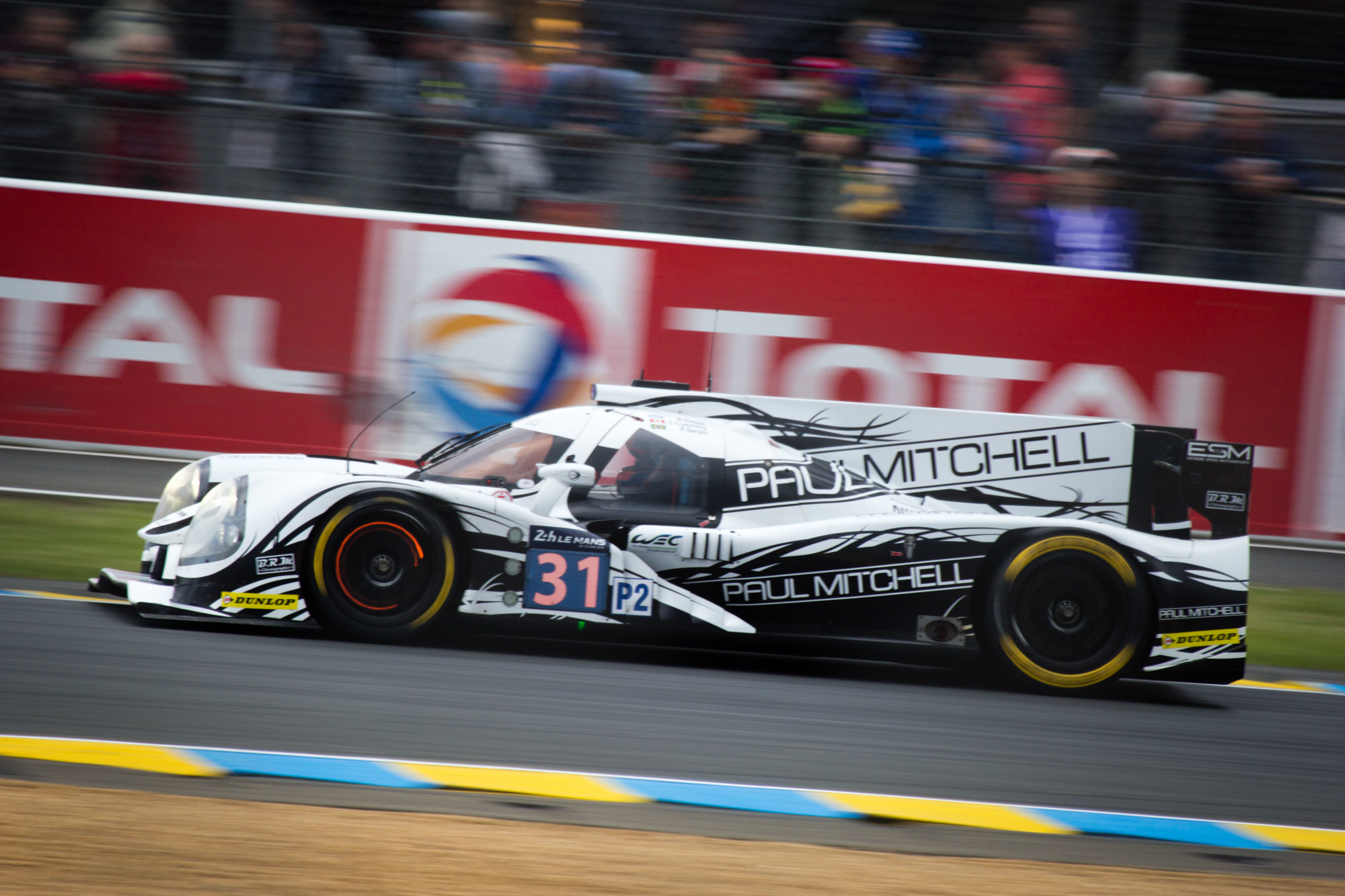
Luís Felipe Derani a guida della Ligier JS P2-Nissan

Nel 2016 passa al team Extreme Speed Motorsports con cui conquista quattro podi nel WEC, classe LMP2 e due vittorie nella classe massima del Campionato IMSA, la prestigiosa 24 Ore di Daytona e la 12 Ore di Sebring.
Nel 2017 continua nella classe prototipi del Campionato IMSA con Extreme Speed dove conquista un'altra vittoria nella serie, mentre con il team Chip Ganassi Racing partecipa a tre gare nella classe LMGTE Pro del WEC. A guida della Ford GT vince la 6 Ore di Silverstone e chiude secondo nella 24 Ore di Le Mans.
L'anno seguente vede ancora il brasiliano correre con Extreme Speed nell'IMSA e vincere due gare tra cui la 12 Ore di Sebring (seconda vittoria). Partecipa alla 24 Ore di Le Mans a guida della Ferrari 488 GTE Evo del team AF Corse, insieme a Antonio Giovinazzi e Toni Vilander chiudendo quinto.

#### Whelen Engineering Racing e il titolo in IMSA
Per la stagione 2019 passa al team Whelen Engineering Racing dove con l'ex pilota di Formula 1 Felipe Nasr sfiora il titolo nel Campionato IMSA chiudendo secondo a soli cinque punti dalla coppia Juan Pablo Montoya e Dane Cameron. Il duo brasiliano ha vinto anche la 12 Ore di Sebring, terzo successo per Derani. L'anno seguente chiude quarto in classifica, vincendo per la quarta volta la 12 Ore di Sebring.
La stagione 2021 è quella della svolta, Derani e Nasr con la Cadillac DPi-V.R vincono tre gare e grazie ad altri quattro podi si laureano campioni del Campionato IMSA.

#### Tra WEC e IMSA

Luis Felipe Derani durante la 24 Ore di Le Mans con la Glickenhaus 007 LMH

Nel 2022 con Whelen Engineering Racing partecipa al Campionato IMSA, mentre con il Glickenhaus Racing corre nel WEC (classe Hypercar). Nella serie americana non riesce a tornare alla vittoria in nessun evento ma ottiene cinque podi, tra cui il terzo posto alla 12 Ore di Sebring e il secondo posto nella Petit Le Mans.
Nel 2023 continua nel campionato IMSA, passa la team Action Express Racing dove divide la nuova Cadillac GTP V.R con Alexander Sims. Insieme anche a Jack Aitken vince per la quarta volta la 12 Ore di Sebring. Il duo grazie a risultati costanti riescono a vincere il campionato, il secondo per Denari.
Lascia la Porsche, nel 2025 diventa, insieme a  André Lotterer, pilota di sviluppo della nuova Genesis GMR-001 LMDh, la Hypercar della Genesis Motor, marchio della Hyundai Motor Company.

## Risultati

### IMSA
| Anno    | Team                      | Classe | Auto              | 1      | 2      | 3      | 4     | 5     | 6      | 7      | 8     | 9     | 10    | Punti | Pos. |
| ------- | ------------------------- | ------ | ----------------- | ------ | ------ | ------ | ----- | ----- | ------ | ------ | ----- | ----- | ----- | ----- | ---- |
| 2016    | Tequila Patrón ESM        | P      | Ligier JS P2      | DAY 1  | SEB 1  | LBH    | LGA   | DET   | WGL 9  | MOS    | ELK   | COA   | PET 2 | 128   | 12°  |
| 2017    | Tequila Patrón ESM        | P      | Nissan Onroak DPi | DAY 4  | SEB 11 | LBH    | COA   | DET   | WGL 7  | MOS 9  | ELK 1 | LGA 8 | PET 4 | 181   | 9°   |
| 2018    | Tequila Patrón ESM        | P      | Nissan Onroak DPi | DAY 18 | SEB 1  | LBH 12 | MDO 9 | DET 7 | WGL 16 | MOS 12 | ELK 6 | LGA 1 | PET 6 | 232   | 9°   |
| 2019    | Whelen Engineering Racing | DPi    | Cadillac DPi-V.R  | DAY 2  | SEB 1  | LBH 6  | MDO 4 | DET 2 | WGL 7  | MOS 4  | ELK 4 | LGA 3 | PET 1 | 297   | 2°   |
| 2020    | Whelen Engineering Racing | DPi    | Cadillac DPi-V.R  | DAY 7  | DAY 5  | SEB 1  | ELK 3 | ATL 3 | MDO 2  | PET 5  | LGA 3 | SEB 6 |       | 258   | 4°   |
| 2021    | Whelen Engineering Racing | DPi    | Cadillac DPi-V.R  | DAY 6  | SEB 6  | MDO 2  | DET 2 | WGL 4 | WGL 1  | ELK 1  | LGA 3 | LBH 1 | PET 2 | 3407  | 1°   |
| 2022    | Whelen Engineering Racing | DPi    | Cadillac DPi-V.R  | DAY 4  | SEB 3  | LBH 5  | LGA 3 | MDO 3 | DET 6  | WGL 5  | MOS 3 | ELK 6 | PET 2 | 3083  | 5°   |
| 2023    | Action Express Racing     | GTP    | Cadillac V-LMDh   | DAY 5  | SEB 1  | LBH 5  | LGA 3 | WGL 2 | MOS 7  | ROA 6  | IMS 4 | PET 6 |       | 2733  | 1°   |
| 2024    | Whelen Engineering Racing | GTP    | Cadillac V-LMDh   | DAY 2  | SEB 10 | LBH 2  | LGA 2 | DET 6 | WGL 8  | ELK 4  | IMS   | PET   |       | 2144* |      |
| Legenda |                           |        |                   |        |        |        |       |       |        |        |       |       |       |       |      |

*Stagione in corso.

### 24 Ore di Daytona
| Anno | Team                      | Co-piloti                                  | Auto              | Classe | Giri | Pos. | Class Pos. |
| ---- | ------------------------- | ------------------------------------------ | ----------------- | ------ | ---- | ---- | ---------- |
| 2016 | Tequila Patrón ESM        | Scott Sharp Ed Brown Johannes van Overbeek | Ligier JS P2      | P      | 736  | 1°   | 1°         |
| 2017 | Tequila Patrón ESM        | Scott Sharp Ryan Dalziel Brendon Hartley   | Ligier Nissan DPi | P      | 656  | 4°   | 4°         |
| 2018 | Tequila Patrón ESM        | Nicolas Lapierre Johannes van Overbeek     | Ligier Nissan DPi | P      | 438  | DNF  | DNF        |
| 2019 | Whelen Engineering Racing | Felipe Nasr Eric Curran                    | Cadillac DPi-V.R  | DPi    | 593  | 2°   | 2°         |
| 2020 | Whelen Engineering Racing | Felipe Nasr Filipe Albuquerque Mike Conway | Cadillac DPi-V.R  | DPi    | 822  | 7°   | 7°         |
| 2021 | Whelen Engineering Racing | Felipe Nasr Chase Elliott Mike Conway      | Cadillac DPi-V.R  | DPi    | 783  | 6°   | 8°         |
| 2022 | Whelen Engineering Racing | Tristan Nunez Mike Conway                  | Cadillac DPi-V.R  | DPi    | 761  | 4°   | 4°         |
| 2023 | Whelen Engineering Racing | Alexander Sims Jack Aitken                 | Cadillac V-LMDh   | GTP    | 771  | 5°   | 5°         |
| 2024 | Whelen Engineering Racing | Jack Aitken Tom Blomqvist                  | Cadillac V-LMDh   | GTP    | 791  | 2°   | 2°         |

### WEC
| Anno    | Squadra                   | Classe    | Vettura      | SIL | SPA | LMS | NÜR | COA | FUJ | SHA | BHR |     | Punti | Pos. |
| ------- | ------------------------- | --------- | ------------ | --- | --- | --- | --- | --- | --- | --- | --- | --- | ----- | ---- |
| 2015    | G-Drive Racing            | LMP2      | Ligier JS P2 | 2   | 1   | 3   | 3   | 3   | 3   | Rit | 3   |     | 134   | 3º   |
| Anno    | Squadra                   | Classe    | Vettura      | SIL | SPA | LMS | NÜR | MEX | COA | FUJ | SHA | BHR | Punti | Pos. |
| 2016    | Extreme Speed Motorsports | LMP2      | Ligier JS P2 | 2   | 2   | 8   | 3   | 3   | 5   | 5   | 5   | 4   | 116   | 4º   |
| Anno    | Squadra                   | Classe    | Vettura      | SIL | SPA | LMS | NÜR | MEX | COA | FUJ | SHA | BHR | Punti | Pos. |
| 2017    | Ford Chip Ganassi Team    | LMGTE Pro | Ford GT      | 1   | 4   | 2   |     |     |     |     |     |     | 74    | 10º  |
| Anno    | Squadra                   | Classe    | Vettura      | SIL | SPA | LMS | NÜR | MEX | COA | FUJ | SHA | BHR | Punti | Pos. |
| 2017    | Rebellion Racing          | LMP2      | Oreca 07     |     |     |     | 4   |     |     |     |     |     | 12    | 32º  |
| Anno    | Squadra                   | Classe    | Vettura      | SPA | ALG | MON | LMS | BHR | BHR |     |     |     | Punti | Pos. |
| 2021    | Glickenhaus Racing        | Hypercar  | 007 LMH      |     |     | Rit | 4   |     |     |     |     |     | 24    | 7º   |
| Anno    | Squadra                   | Classe    | Vettura      | SEB | SPA | LMS | MON | FUJ | BHR |     |     |     | Punti | Pos. |
| 2022    | Glickenhaus Racing        | Hypercar  | 007 LMH      |     | 3   | 3   | Rit |     |     |     |     |     | 47*   |      |
| Legenda |                           |           |              |     |     |     |     |     |     |     |     |     |       |      |

* Stagione in corso.

### 24 Ore di Le Mans

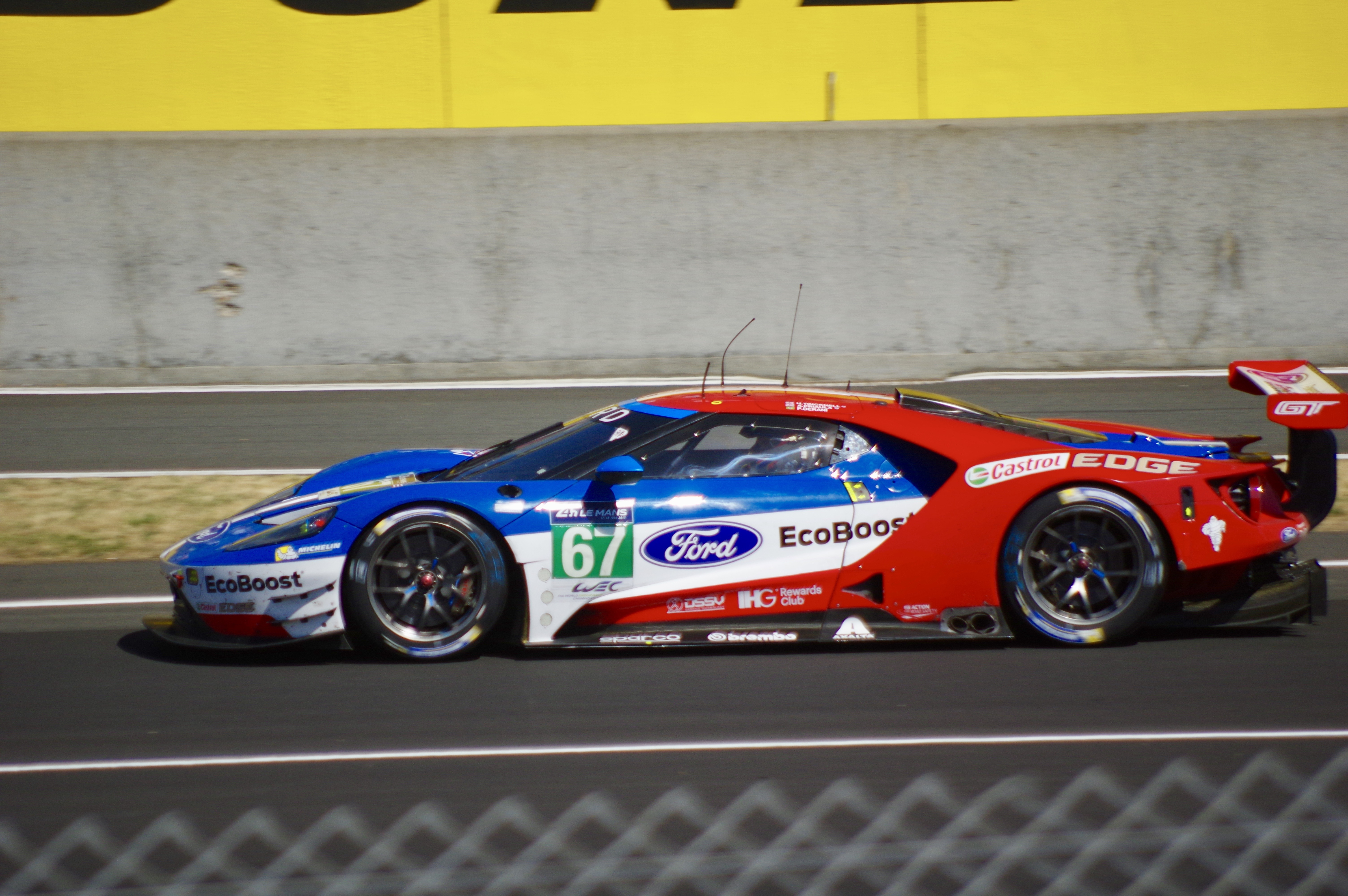
Luís Felipe Derani con la Ford GT

| Anno | Team                      | Co-piloti                        | Auto                | Classe   | Giri | Pos. | Class Pos. |
| ---- | ------------------------- | -------------------------------- | ------------------- | -------- | ---- | ---- | ---------- |
| 2015 | G-Drive Racing            | Gustavo Yacamán Ricardo González | Ligier JS P2-Nissan | LMP2     | 354  | 12°  | 4°         |
| 2016 | Extreme Speed Motorsports | Chris Cumming Ryan Dalziel       | Ligier JS P2-Nissan | LMP2     | 291  | 42°  | 16°        |
| 2017 | Ford Chip Ganassi Team UK | Harry Tincknell Andy Priaulx     | Ford GT             | GTE Pro  | 340  | 18°  | 2°         |
| 2018 | AF Corse                  | Toni Vilander Antonio Giovinazzi | Ferrari 488 GTE Evo | GTE Pro  | 341  | 20°  | 5°         |
| 2019 | Risi Competizione         | Jules Gounon Oliver Jarvis       | Ferrari 488 GTE Evo | GTE Pro  | 329  | 40°  | 11°        |
| 2021 | Glickenhaus Racing        | Franck Mailleux Olivier Pla      | Glickenhaus 007 LMH | LMH      | 367  | 4°   | 4°         |
| 2022 | Glickenhaus Racing        | Romain Dumas Olivier Pla         | Glickenhaus 007 LMH | LMH      | 370  | 4°   | 4°         |
| 2024 | Whelen Cadillac Racing    | Felipe Drugovich Jack Aitken     | Cadillac V-LMDh     | Hypercar | 311  | 29°  | 15°        |